# Le Buisson-de-Cadouin
Pour les articles homonymes, voir Le Buisson et Cadouin (homonymie).
Le Buisson-de-Cadouin est une commune française située dans le département de la Dordogne, en région Nouvelle-Aquitaine. De 1960 à 2015, la commune a été le chef-lieu d'un canton.
La commune est le résultat de la fusion en 1974 de quatre communes : Cadouin, Le Buisson-Cussac, Paleyrac et Urval, cette dernière étant redevenue commune indépendante en 1989.

## Géographie

### Généralités
La commune du Buisson-de-Cadouin est implantée dans le quart sud-est du département de la Dordogne, en Périgord noir. Elle est arrosée par la Dordogne.
À l'intersection des routes départementales (RD) 25, 29 et 51E2, la ville du Buisson-de-Cadouin est située, en distances orthodromiques, huit kilomètres au sud du Bugue et treize kilomètres à l'est de Lalinde.
Le territoire communal est également desservi par les RD 28 et 54, ainsi qu'en gare du Buisson, nœud ferroviaire, au croisement entre la ligne de Niversac à Agen et la ligne de Libourne au Buisson.

### Communes limitrophes
Le Buisson-de-Cadouin est limitrophe de onze autres communes.
| Trémolat, Calès    | Alles-sur-Dordogne      | Saint-Chamassy, Coux et Bigaroque-Mouzens |
| Molières           | du Buisson-de-Cadouin   | Siorac-en-Périgord, Urval                 |
| Saint-Avit-Sénieur | Montferrand-du-Périgord | Bouillac                                  |

### Géologie et relief

#### Géologie
Situé sur la plaque nord du Bassin aquitain et bordé à son extrémité nord-est par une frange du Massif central, le département de la Dordogne présente une grande diversité géologique. Les terrains sont disposés en profondeur en strates régulières, témoins d'une sédimentation sur cette ancienne plate-forme marine. Le département peut ainsi être découpé sur le plan géologique en quatre gradins différenciés selon leur âge géologique. Le Buisson-de-Cadouin est située dans le troisième gradin à partir du nord-est, un plateau formé de calcaires hétérogènes du Crétacé.
Les couches affleurantes sur le territoire communal sont constituées de formations superficielles du Quaternaire et de roches sédimentaires datant pour certaines du Cénozoïque, et pour d'autres du Mésozoïque. La formation la plus ancienne, notée c5a(2), date du Campanien 1, des calcaires packstone à wackstone crayo-marneux gris blanchâtres à subalvéolines à silex gris ou noirs. La formation la plus récente, notée CFp, fait partie des formations superficielles de type colluvions indifférenciées de versant, de vallon et plateaux issues d'alluvions, molasses, altérites. Le descriptif de ces couches est détaillé dans  les feuilles « no 807 - Le Bugue » et « no 831 - Belvès » de la carte géologique au 1/50 000 de la France métropolitaine, et leurs notices associées,.

Carte géologique du Buisson-de-Cadouin.

#### Relief et paysages
Le département de la Dordogne se présente comme un vaste plateau incliné du nord-est (491 m, à la forêt de Vieillecour dans le Nontronnais, à Saint-Pierre-de-Frugie) au sud-ouest (2 m à Lamothe-Montravel). L'altitude minimale du territoire communal est 43 m à l'extrême nord-ouest, au niveau du lieu-dit Roc de Calès, là où la Dordogne quitte le territoire communal pour servir de limite entre Calès et Trémolat. Le point culminant, avec 248 m,, se situe à environ un kilomètre et demi à l'est du bourg de Cadouin.
Dans le cadre de la Convention européenne du paysage entrée en vigueur en France le 1er juillet 2006, renforcée par la loi du 8 août 2016 pour la reconquête de la biodiversité, de la nature et des paysages, un atlas des paysages de la Dordogne a été élaboré sous maîtrise d’ouvrage de l’État et publié en octobre 2020. Les paysages du département s'organisent en huit unités paysagères et 14 sous-unités. La commune fait partie du Périgord noir, un paysage vallonné et forestier, qui ne s’ouvre que ponctuellement autour de vallées-couloirs et d’une multitude de clairières de toutes tailles. Il s'étend du nord de la Vézère au sud de la Dordogne (en amont de Lalinde) et est riche d’un patrimoine exceptionnel.
La superficie cadastrale de la commune publiée par l'Insee, qui sert de référence dans toutes les statistiques, est de 50,37 km2,,. La superficie géographique, issue de la BD Topo, composante du Référentiel à grande échelle produit par l'IGN, est quant à elle de 50,16 km2.

### Hydrographie

#### Réseau hydrographique
La commune est située dans le bassin versant de la Dordogne au sein du Bassin Adour-Garonne. Elle est drainée par la Dordogne, le Bélingou, le ruisseau de Brande, le ruisseau de Fonfourcade, le ruisseau de Gastouze, la Salvetat, le ruisseau du But et par deux petits cours d'eau, qui constituent un réseau hydrographique de 38 km de longueur totale,.
La Dordogne, d'une longueur totale de 483,1 km, prend naissance sur les flancs du puy de Sancy (1 885 m), dans la chaîne des monts Dore, traverse six départements dont la Dordogne dans sa partie sud, et conflue avec la Garonne à Bayon-sur-Gironde, pour former l'estuaire de la Gironde,. Elle arrose le territoire communal au nord sur cinq kilomètres, en deux endroits séparés par la commune d'Alles-sur-Dordogne, servant de limite naturelle sur plus de trois kilomètres, en trois tronçons, face à Coux et Bigaroque-Mouzens, Saint-Chamassy et Trémolat.
En rive gauche, quatre de ses affluents baignent la commune :
- la Gastouze dans l'est sur plus de sept kilomètres ;
- le ruisseau du But sur quatre kilomètres, passant par le bourg du Buisson ;
- le ruisseau de Brande à l'est sur deux kilomètres dont 800 mètres en limite de Siorac-en-Périgord ;
- le Bélingou à l'ouest sur près de sept kilomètres dont quatre kilomètres en limite de Molières, passant au bourg de Cadouin.

Le ruisseau de Fonfourcade, affluent de rive droite de la Couze, prend sa source dans le sud-ouest et marque sur près de 800 mètres la limite territoriale avec Saint-Avit-Sénieur.
La Salvetat, affluent de rive droite du Ségurel et sous-affluent de la Couze, prend sa source dans le sud-est qu'il baigne sur deux kilomètres dont 500 mètres face à Montferrand-du-Périgord.

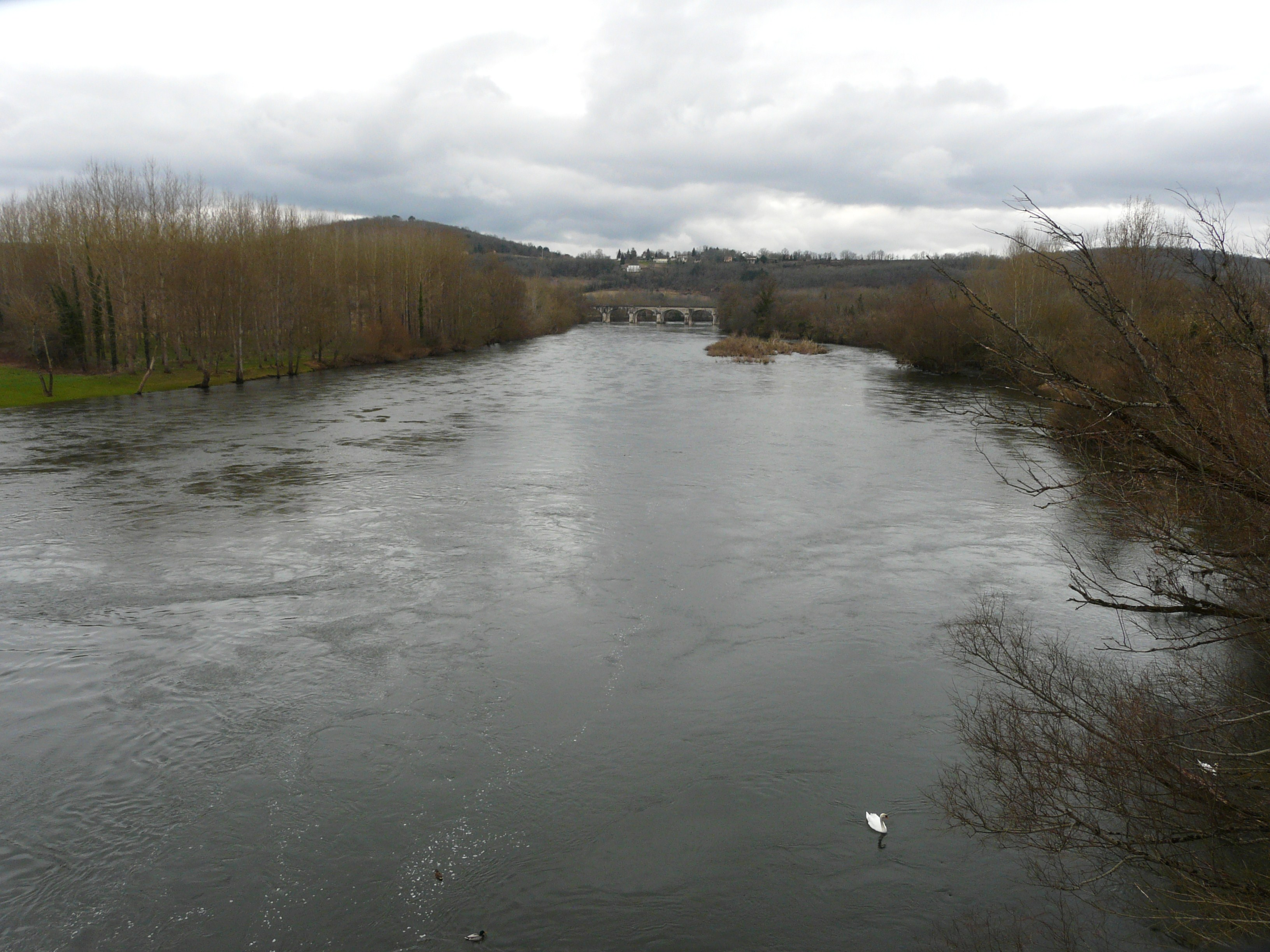
La Dordogne au pont de Vic, entre Le Buisson-de-Cadouin (à gauche) et Saint-Chamassy.
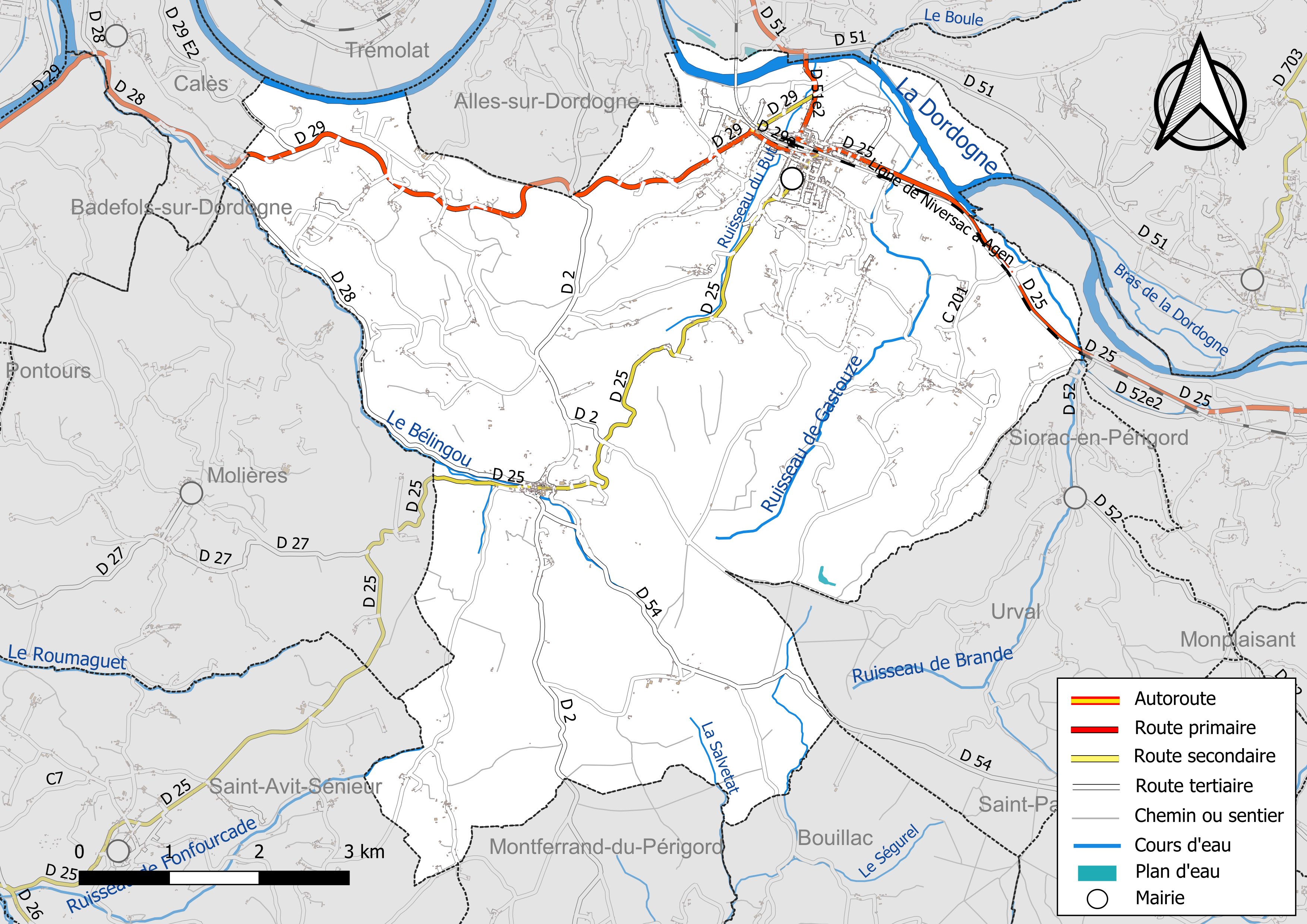
Réseaux hydrographique et routier du Buisson-de-Cadouin.
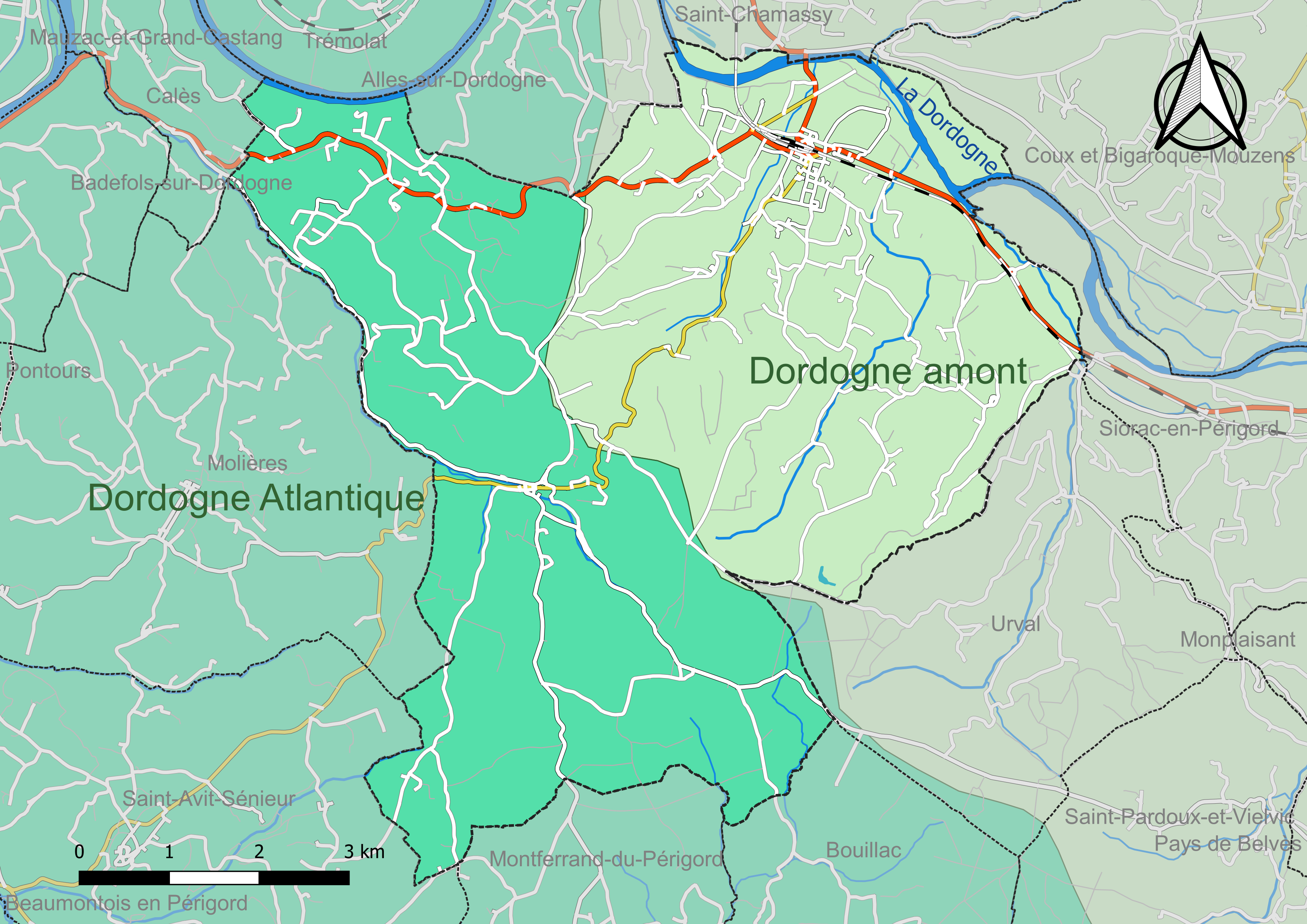
Carte des schémas d'aménagement et de gestion des eaux (SAGE) couvrant le territoire communal du Buisson-de-Cadouin.

#### Gestion et qualité des eaux
Le territoire communal est couvert par les schémas d'aménagement et de gestion des eaux (SAGE) « Dordogne amont » et « Dordogne Atlantique ». Le SAGE « Dordogne amont », dont le territoire s'étend des sources de la Dordogne jusqu'à la confluence de la Vézère à Limeuil, d'une superficie de 9 700 km2 est en cours d'élaboration. La structure porteuse de l'élaboration et de la mise en œuvre est l'établissement public territorial de bassin de la Dordogne (EPIDOR). Le SAGE « Dordogne Atlantique », dont le territoire correspond au sous‐bassin le plus aval du bassin versant de la Dordogne (aval de la confluence Dordogne - Vézère)., d'une superficie de 2 700 km2 est en cours d'élaboration. La structure porteuse de l'élaboration et de la mise en œuvre est également l'EPIDOR. Ils définissent chacun sur leur territoire les objectifs généraux d’utilisation, de mise en valeur et de protection quantitative et qualitative des ressources en eau superficielle et souterraine, en respect des objectifs de qualité définis dans le troisième SDAGE  du Bassin Adour-Garonne qui couvre la période 2022-2027, approuvé le 10 mars 2022.
Le SAGE Dordogne amont concerne une grande partie nord-est du territoire communal, la zone restante, au sud et au nord-ouest, étant rattachée au SAGE Dordogne Atlantique.
La qualité des eaux de baignade et des cours d’eau peut être consultée sur un site dédié géré par les agences de l’eau et l’Agence française pour la biodiversité.

### Climat
Pour des articles plus généraux, voir Climat de la Nouvelle-Aquitaine et Climat de la Dordogne.
Historiquement, la commune est exposée à un climat océanique aquitain.  
En 2020, Météo-France publie une typologie des climats de la France métropolitaine dans laquelle la commune est exposée à un climat océanique altéré et est dans la région climatique  Aquitaine, Gascogne, caractérisée par une pluviométrie abondante au printemps, modérée en automne, un faible ensoleillement au printemps, un été chaud (19,5 °C), des vents faibles, des brouillards fréquents en automne et en hiver et des orages fréquents en été (15 à 20 jours).
Pour la période 1971-2000, la température annuelle moyenne est de 12,5 °C, avec  une amplitude thermique annuelle de 15,4 °C. Le cumul annuel moyen de précipitations est de 860 mm, avec 11,4 jours de précipitations en janvier et 7 jours en juillet. Pour la période 1991-2020, la température moyenne annuelle observée sur la station météorologique la plus proche, située sur la commune de Pays de Belvès à 11 km à vol d'oiseau, est de 13,0 °C et le cumul annuel moyen de précipitations est de 888,2 mm,. Pour l'avenir, les paramètres climatiques de la commune estimés pour 2050 selon différents scénarios d’émission de gaz à effet de serre sont consultables sur un site dédié publié par Météo-France en novembre 2022.

### Milieux naturels et biodiversité

#### Natura 2000
La Dordogne est un site du réseau Natura 2000 limité aux départements de la Dordogne et de la Gironde, et qui concerne les 104 communes riveraines de la Dordogne, dont Le Buisson-de-Cadouin,. Seize espèces animales et une espèce végétale inscrites à l'annexe II de la directive 92/43/CEE de l'Union européenne y ont été répertoriées.

#### ZNIEFF
Partagée avec les communes de Bouillac et Saint-Avit-Rivière, la zone naturelle d'intérêt écologique, faunistique et floristique (ZNIEFF) de type II de la « forêt de la Bessède » s'étend sur plus de 7 500 hectares,, dont une partie importante concerne le territoire du  Buisson-de-Cadouin.
Cette ZNIEFF héberge onze espèces d'oiseaux protégées sur le territoire national, : le Busard cendré (Circus pygargus), le Busard Saint-Martin (Circus cyaneus), la Bondrée apivore (Pernis apivorus), la Buse variable (Buteo buteo), la Chouette effraie (Tyto alba), la Chouette hulotte (Strix aluco), l'Engoulevent d'Europe (Caprimulgus europaeus), le Faucon hobereau (Falco subbuteo), la Fauvette pitchou (Sylvia undata), la Linotte mélodieuse (Carduelis cannabina) et la Locustelle tachetée (Locustella naevia).
Au niveau de sa flore, deux espèces de plantes sont également protégées au niveau national : la Droséra à feuilles rondes (Drosera rotundifolia) et la Laîche fausse (Carex pseudobrizoides), cette dernière étant considérée comme espèce déterminante.
Le Buisson-de-Cadouin fait partie des 102 communes concernées par une autre ZNIEFF de type II:  « La Dordogne »,, dans laquelle ont été répertoriées huit espèces animales déterminantes et cinquante-sept espèces végétales déterminantes, ainsi que quarante-trois autres espèces animales et trente-neuf autres espèces végétales.

## Urbanisme

### Typologie
Au 1er janvier 2024, Le Buisson-de-Cadouin est catégorisée bourg rural, selon la nouvelle grille communale de densité à 7 niveaux définie par l'Insee en 2022.
Elle est située hors unité urbaine et hors attraction des villes,.

### Occupation des sols
L'occupation des sols de la commune, telle qu'elle ressort de la base de données européenne d’occupation biophysique des sols Corine Land Cover (CLC), est marquée par l'importance des forêts et milieux semi-naturels (59,7 % en 2018), en augmentation par rapport à 1990 (58,2 %). La répartition détaillée en 2018 est la suivante : 
forêts (58 %), zones agricoles hétérogènes (24,8 %), prairies (7,5 %), zones urbanisées (3,3 %), terres arables (2,6 %), eaux continentales (1,9 %), milieux à végétation arbustive et/ou herbacée (1,6 %), mines, décharges et chantiers (0,1 %). L'évolution de l’occupation des sols de la commune et de ses infrastructures peut être observée sur les différentes représentations cartographiques du territoire : la carte de Cassini (XVIIIe siècle), la carte d'état-major (1820-1866) et les cartes ou photos aériennes de l'IGN pour la période actuelle (1950 à aujourd'hui).

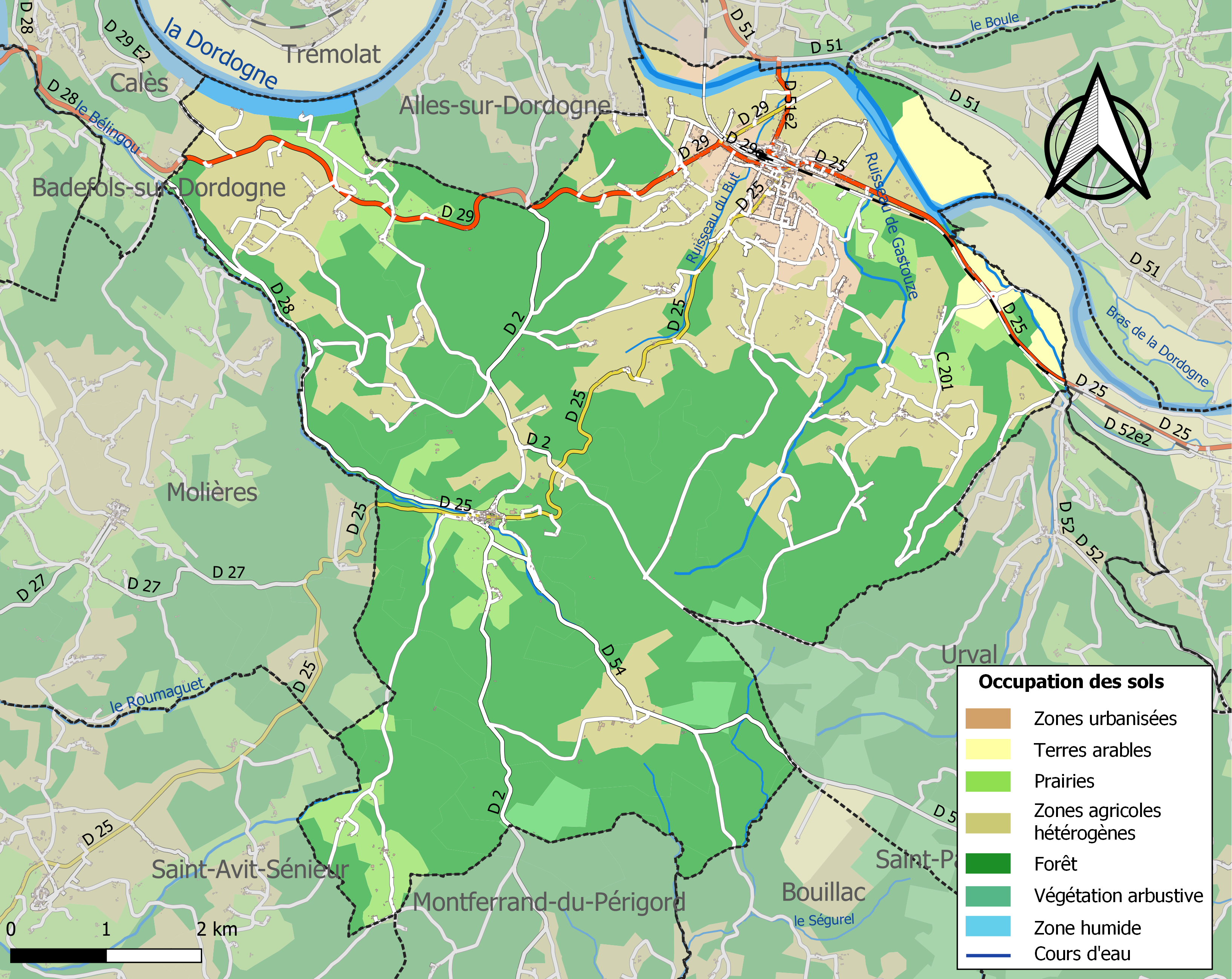
Carte des infrastructures et de l'occupation des sols de la commune en 2018 (CLC).

### Prévention des risques
Le territoire de la commune du Buisson-de-Cadouin est vulnérable à différents aléas naturels : météorologiques (tempête, orage, neige, grand froid, canicule ou sécheresse), inondations, feux de forêts, mouvements de terrains et séisme (sismicité très faible). Il est également exposé à un risque technologique, la rupture d'un barrage. Un site publié par le BRGM permet d'évaluer simplement et rapidement les risques d'un bien localisé soit par son adresse soit par le numéro de sa parcelle.

#### Risques naturels
Certaines parties du territoire communal sont susceptibles d’être affectées par le risque d’inondation par débordement de cours d'eau, notamment la Dordogne. La commune a été reconnue en état de catastrophe naturelle au titre des dommages causés par les inondations et coulées de boue survenues en 1982, 1986, 1993, 1996, 1997, 1999, 2001, 2008 et 2021,. Le risque inondation est pris en compte dans l'aménagement du territoire de la commune par le biais du plan de prévention des risques inondation (PPRI) de la « Dordogne Centre », couvrant 20 communes et approuvé le 23 décembre 2008, pour les crues de la Dordogne,.
Le Buisson-de-Cadouin est exposée au risque de feu de forêt. L’arrêté préfectoral du 14 mars 2013 fixe les conditions de pratique des incinérations et de brûlage dans un objectif de réduire le risque de départs d’incendie. À ce titre, des périodes sont déterminées : interdiction totale du 15 février au 15 mai et du 15 juin au 15 octobre, utilisation réglementée du 16 mai au 14 juin et du 16 octobre au 14 février. En septembre 2020, un plan inter-départemental de protection des forêts contre les incendies (PidPFCI) a été adopté pour la période 2019-2029,.

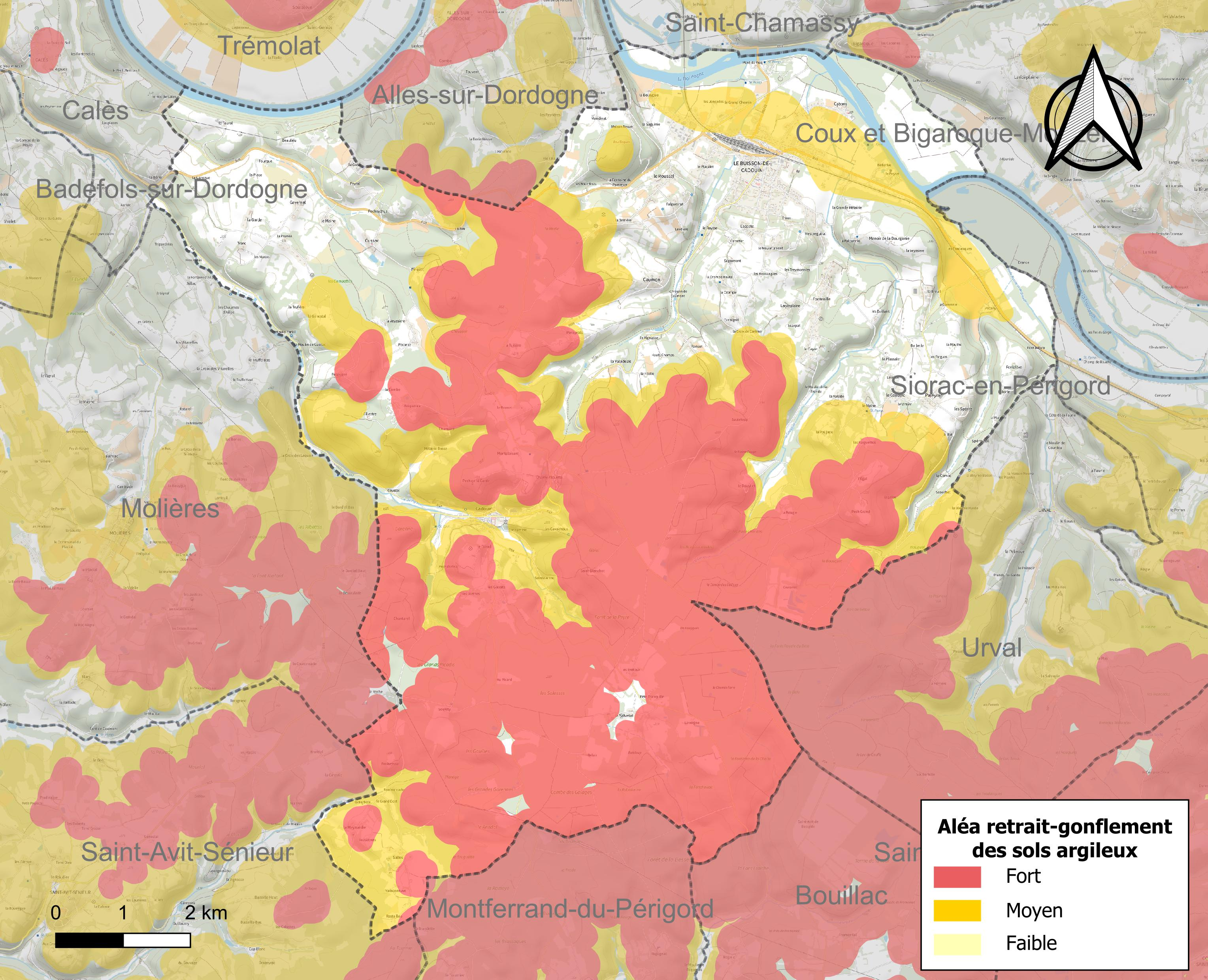
Carte des zones d'aléa retrait-gonflement des sols argileux du Buisson-de-Cadouin.

Les mouvements de terrains susceptibles de se produire sur la commune sont des tassements différentiels. Le retrait-gonflement des sols argileux est susceptible d'engendrer des dommages importants aux bâtiments en cas d’alternance de périodes de sécheresse et de pluie. 62 % de la superficie communale est en aléa moyen ou fort (58,6 % au niveau départemental et 48,5 % au niveau national métropolitain). Depuis le 1er octobre 2020, en application de la loi ÉLAN, différentes contraintes s'imposent aux vendeurs, maîtres d'ouvrages ou constructeurs de biens situés dans une zone classée en aléa moyen ou fort,.
La commune a été reconnue en état de catastrophe naturelle au titre des dommages causés par la sécheresse en 1989, 1992, 2005, 2011 et 2019 et par des mouvements de terrain en 1999.

#### Risque technologique
La commune est en outre située en aval des barrages de Monceaux la Virolle et de Bort-les-Orgues, deux ouvrages de classe A situés dans le département de la Corrèze et faisant l'objet d'un PPI depuis 2009. À ce titre elle est susceptible d’être touchée par l’onde de submersion consécutive à la rupture d'un de ces ouvrages.

## Toponymie

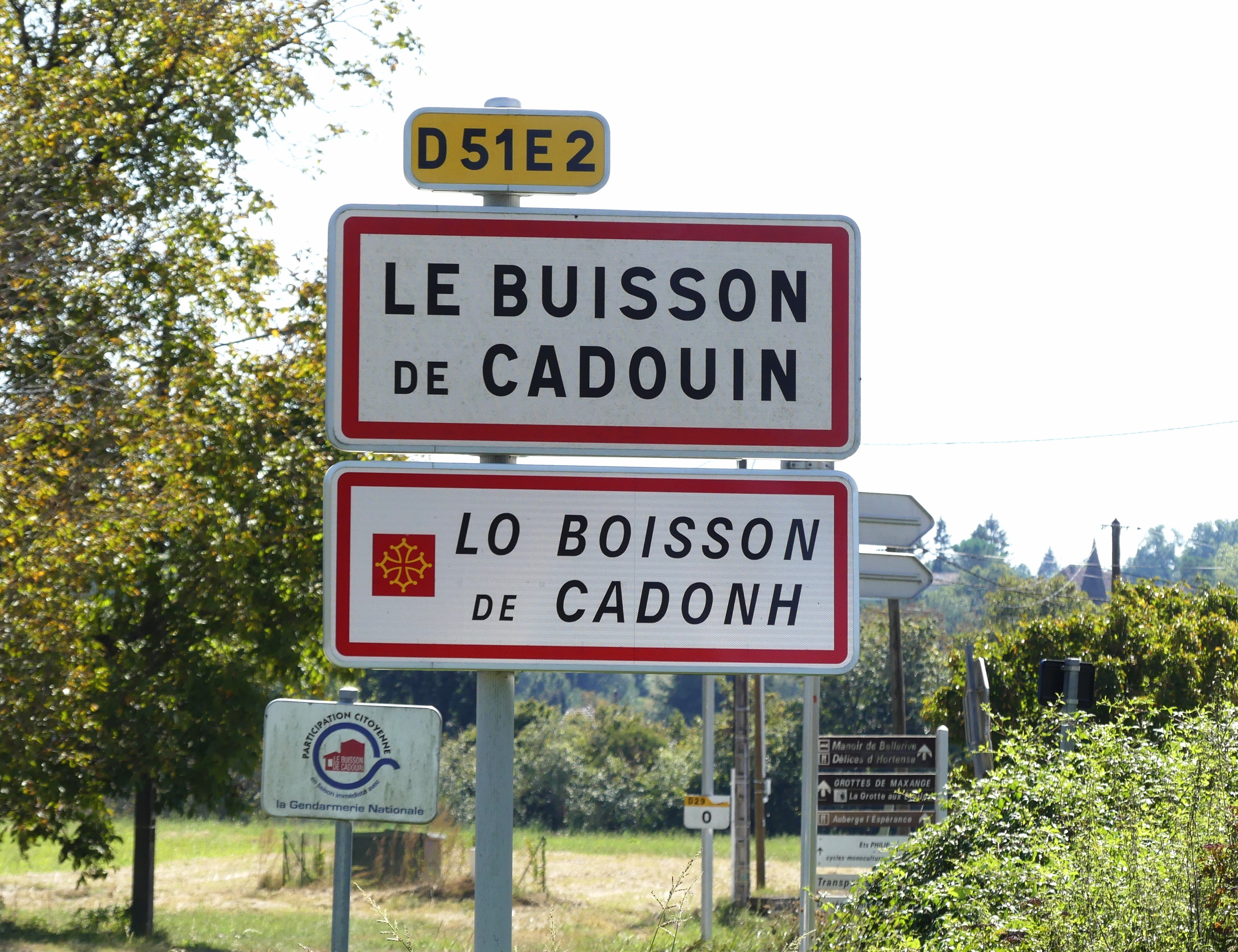
Panneau d'entrée en français et occitan.

En occitan, la commune porte le nom de Lo Boisson de Cadonh.

## Histoire
En 1893, la commune de Cabans prend le nom de Le Buisson.
En 1960, les communes de Cussac et Le Buisson fusionnent sous le nom de Le Buisson-Cussac.
En 1974, les quatre communes de Cadouin, Le Buisson-Cussac, Paleyrac et Urval s'associent sous le nouveau nom de Le Buisson-de-Cadouin.
Urval est rétablie en 1989.
Cadouin et Paleyrac conservent le statut de communes associées et, à ce titre, élisent chacune un maire délégué qui siège obligatoirement au conseil municipal du Buisson-de-Cadouin.

## Politique et administration

### Rattachements administratifs et électoraux
Dès 1790, la commune de Cabans est rattachée au canton de Cadouin qui dépend du district de Belvès jusqu'en 1795, date de suppression des districts. En 1801, le canton est rattaché à l'arrondissement de Bergerac. Cabans devient Le Buisson en 1893, puis Le Buisson-Cussac en 1960 et enfin Le Buisson-de-Cadouin en 1974. À cette date, le canton change de nom, devenant le canton du Buisson-de-Cadouin.
Dans le cadre de la réforme de 2014 définie par le décret du 21 février 2014, ce canton disparaît aux élections départementales de mars 2015. La commune est alors rattachée au canton de Lalinde, lui aussi dépendant de l'arrondissement de Bergerac.

### Intercommunalité
Début 2002, Le Buisson-de-Cadouin intègre dès sa création la communauté de communes de Cadouin. Celle-ci est dissoute au 31 décembre 2012 et remplacée au 1er janvier 2013 par la communauté de communes des Bastides Dordogne-Périgord.

### Administration municipale
La population de la commune étant comprise entre 1 500 et 2 499 habitants au recensement de 2017, dix-neuf conseillers municipaux ont été élus en 2020,.

### Liste des maires

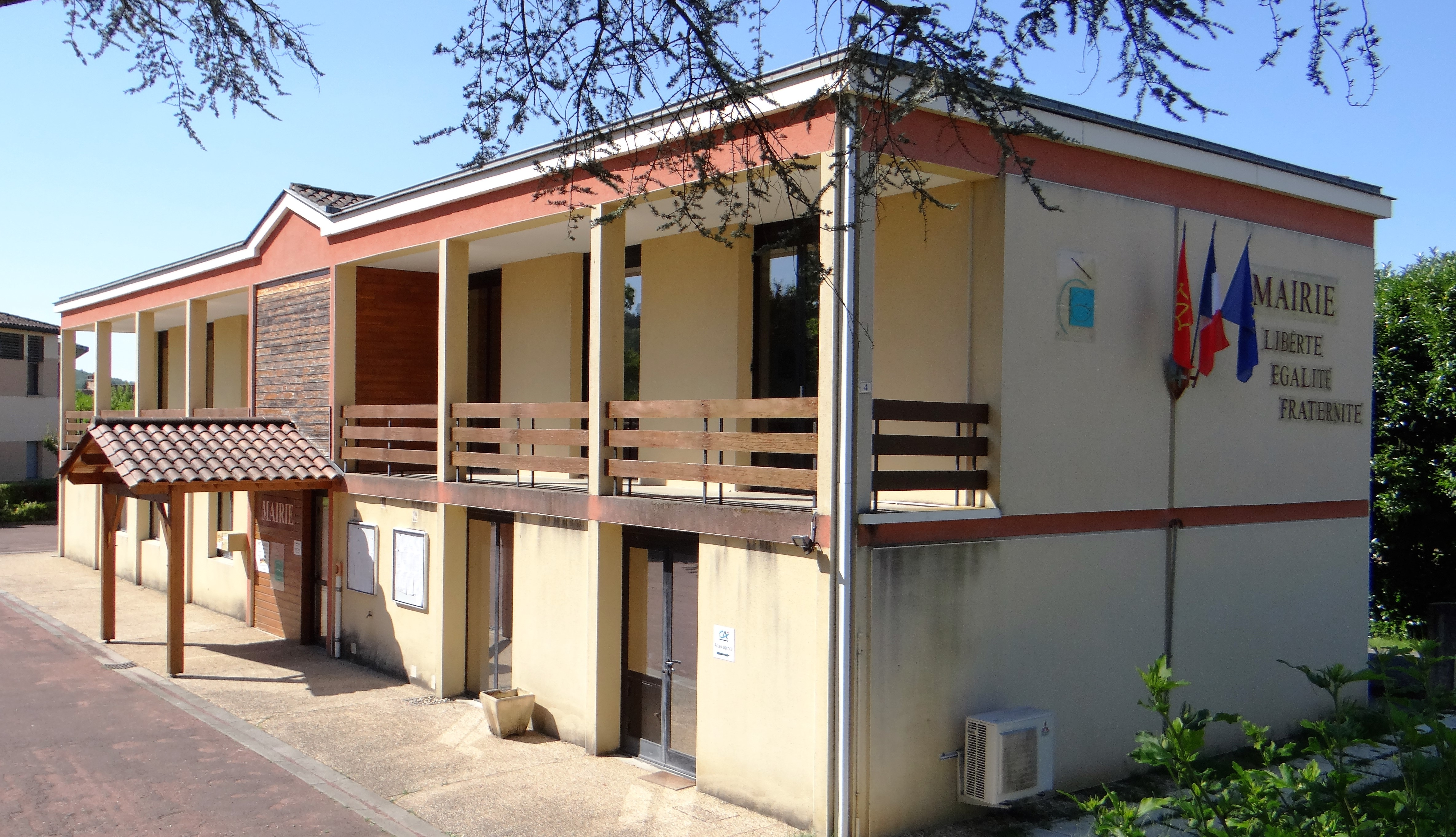
La mairie.

| Période                                  | Période              | Identité             | Étiquette     | Qualité |
| ---------------------------------------- | -------------------- | -------------------- | ------------- | --- |
| Les données manquantes sont à compléter. |                      |                      |               | |
|                                          |                      |                      |               | |
| 1944                                     | 1945                 | Paul Borie           | PCF           | |
|                                          |                      |                      |               | |
| ?                                        | ?                    | Fernand Fromentières | SFIO puis PS  | Instituteur Conseiller général du canton du Buisson-de-Cadouin (1960-1979)                                                 |
|                                          |                      |                      |               | |
| avant 1981                               | 1983                 | Albert Élie Castanet | DVG           | |
| 1983                                     | 1995                 | Pierre Chaussade     | MRG puis SE   | Préfet honoraire, ancien président de la Lyonnaise des eaux Conseiller général du canton du Buisson-de-Cadouin (1979-1995) |
| 1995                                     | janvier 2002 (décès) | Bernard Lucas        | DVD           | Vétérinaire Conseiller général du canton du Buisson-de-Cadouin (1996-2002)                                                 |
| mars 2002                                | mars 2008            | Françoise Wolters    | DVG (app. PS) | Retraitée de l'Éducation nationale Conseillère générale du canton du Buisson-de-Cadouin (2002-2011)                        |
| mars 2008                                | mars 2014            | Mérico Chies         | SE puis PS    | Retraité de La Poste |
| mars 2014                                | mai 2020             | Jean-Marc Gouin      | SE puis DVD   | Chef d'entreprise Vice-président de la CC des Bastides Dordogne-Périgord (depuis 2014)                                     |
| mai 2020                                 | En cours             | Marie-Lise Marsat    | PS            | Conseillère départementale du canton de Lalinde (depuis 2015)                                                              |

### Politique environnementale
Dans son palmarès 2024, le Conseil national de villes et villages fleuris de France a attribué deux fleurs à la commune.

## Équipements et services publics

### Justice
Dans le domaine judiciaire, Le Buisson-de-Cadouin relève : 
- du tribunal judiciaire, du tribunal pour enfants, du conseil de prud'hommes et du tribunal de commerce de Bergerac ;
- du pôle Nationalité du tribunal judiciaire de Périgueux (compétent uniquement dans le domaine de la nationalité) ;
- de la cour d'appel, du tribunal administratif et de la  cour administrative d'appel de Bordeaux.

## Population et société

### Démographie

#### Avant la fusion des communes de 1974
La commune de Cabans change de nom et devient « Le Buisson » en 1893. Elle devient « Le-Buisson-Cussac » lors de la fusion entre Le Buisson et Cussac en 1960.
| 1793 | 1800 | 1806 | 1821 | 1831  | 1836  | 1841  | 1846  |
| ---- | ---- | ---- | ---- | ----- | ----- | ----- | ----- |
| 952  | 897  | 955  | 901  | 1 154 | 1 143 | 1 126 | 1 157 |

| 1851  | 1856  | 1861  | 1866  | 1872  | 1876  | 1881  | 1886  |
| ----- | ----- | ----- | ----- | ----- | ----- | ----- | ----- |
| 1 249 | 1 265 | 1 314 | 1 203 | 1 162 | 1 137 | 1 209 | 1 258 |

| 1891  | 1896  | 1901  | 1906  | 1911  | 1921  | 1926  | 1931  |
| ----- | ----- | ----- | ----- | ----- | ----- | ----- | ----- |
| 1 256 | 1 219 | 1 312 | 1 275 | 1 296 | 1 374 | 1 446 | 1 406 |

| 1936  | 1946  | 1954  | 1962  | 1968  | - | - | - |
| ----- | ----- | ----- | ----- | ----- | - | - | - |
| 1 381 | 1 428 | 1 361 | 1 476 | 1 529 | - | - | - |

#### Après la fusion des communes
Le 1er janvier 1974, Le Buisson-Cussac devient « Le Buisson-de-Cadouin » lorsqu'elle s'associe à trois autres communes : Cadouin, Paleyrac et Urval, cette dernière reprenant son autonomie en 1989.
L'évolution du nombre d'habitants est connue à travers les recensements de la population effectués dans la commune depuis 1975. Pour les communes de moins de 10 000 habitants, une enquête de recensement portant sur toute la population est réalisée tous les cinq ans, les populations de référence des années intermédiaires étant quant à elles estimées par interpolation ou extrapolation. Pour la commune, le premier recensement exhaustif entrant dans le cadre du nouveau dispositif a été réalisé en 2006.

En 2022, la commune comptait 1 954 habitants, en évolution de −0,41 % par rapport à 2016 (Dordogne : +0,37 %, France hors Mayotte : +2,11 %).
| 1975  | 1982  | 1990  | 1999  | 2006  | 2011  | 2016  | 2021  | 2022  |
| ----- | ----- | ----- | ----- | ----- | ----- | ----- | ----- | ----- |
| 2 187 | 2 061 | 2 003 | 2 075 | 2 114 | 2 094 | 1 962 | 1 945 | 1 954 |

#### Famille
- Étudiants : 4,05 %
- Familles monoparentales : 10,39 %

### Manifestations culturelles ou sportives et festivités
- La Grappe de Cyrano est une épreuve d’enduro de niveau international sur deux jours. Elle part d'une ville du Bergeracois ou du Périgord noir et y revient, se tenant depuis 1987 chaque année, en mars, avril ou mai[69]. Le Buisson-de-Cadouin a notamment servi de point de départ et d'arrivée en 2019[70] et 2023[71].
- Les Rencontres du réel sont un festival de cinéma documentaire qui se tient en juin sur deux jours avec projections de films et rencontres avec des réalisateurs (13e édition en 2025)[72].

## Économie

### Emploi
En 2015, parmi la population communale comprise entre 15 et 64 ans, les actifs représentent 793 personnes, soit 39,7 % de la population municipale. Le nombre de chômeurs (141) a augmenté par rapport à 2010 (119) et le taux de chômage de cette population active s'établit à 17,7 %.

### Établissements
Au 31 décembre 2015, la commune compte 271 établissements, dont 169 au niveau des commerces, transports ou services, 37 dans la construction, 31 relatifs au secteur administratif, à l'enseignement, à la santé ou à l'action sociale, 18 dans l'agriculture, la sylviculture ou la pêche, et 16 dans l'industrie.

### Entreprises
Dans le secteur du BTP, parmi les entreprises dont le siège social est en Dordogne, l'« Entreprise Guy » (travaux de maçonnerie générale et gros œuvre de bâtiment) située au Buisson-de-Cadouin se classe en 46e position quant au chiffre d'affaires hors taxes en 2015-2016, avec 2 552 k€.

## Culture locale et patrimoine

### Lieux et monuments

#### Patrimoine civil
- La halle de Cadouin classée au titre des monuments historiques en 1976[77].
- Le manoir de Bellerive.
- Le manoir de la Bourgonie des XVe, XVIIe et XVIIIe siècles, inscrit au titre des monuments historiques en 1965 pour ses façades et toitures[78].
- Les grottes de Maxange, ouvertes au public, offrent de remarquables concrétions excentriques.
- La grotte de Cussac, ornée de nombreuses gravures du Paléolithique supérieur, non ouverte au public, est classée au titre des monuments historiques en 2002[79]. Deux reconstitutions du « panneau de la découverte » orné de nombreuses gravures et de la bauge où a été trouvé un squelette ont été réalisées par l'Atelier des fac-similés du Périgord et sont exposées au Buisson-de-Cadouin[80],[81].
- Le Jardin de Planbuisson, plus grande collection européenne de bambous et de graminées.
- La ville du Buisson possède le cinéma rural « Le Lux », avec le plus d'entrées en France.

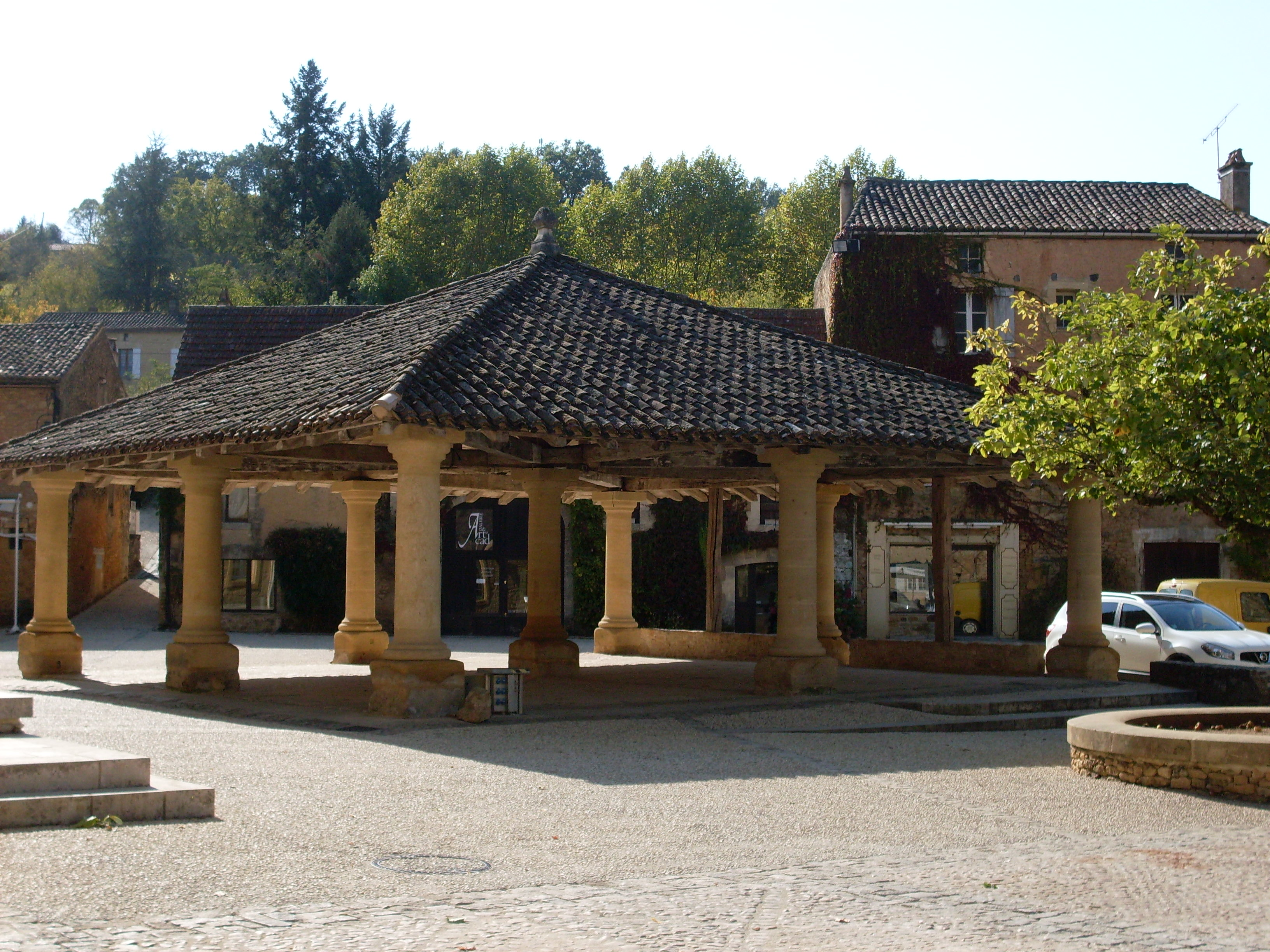
La halle de Cadouin.
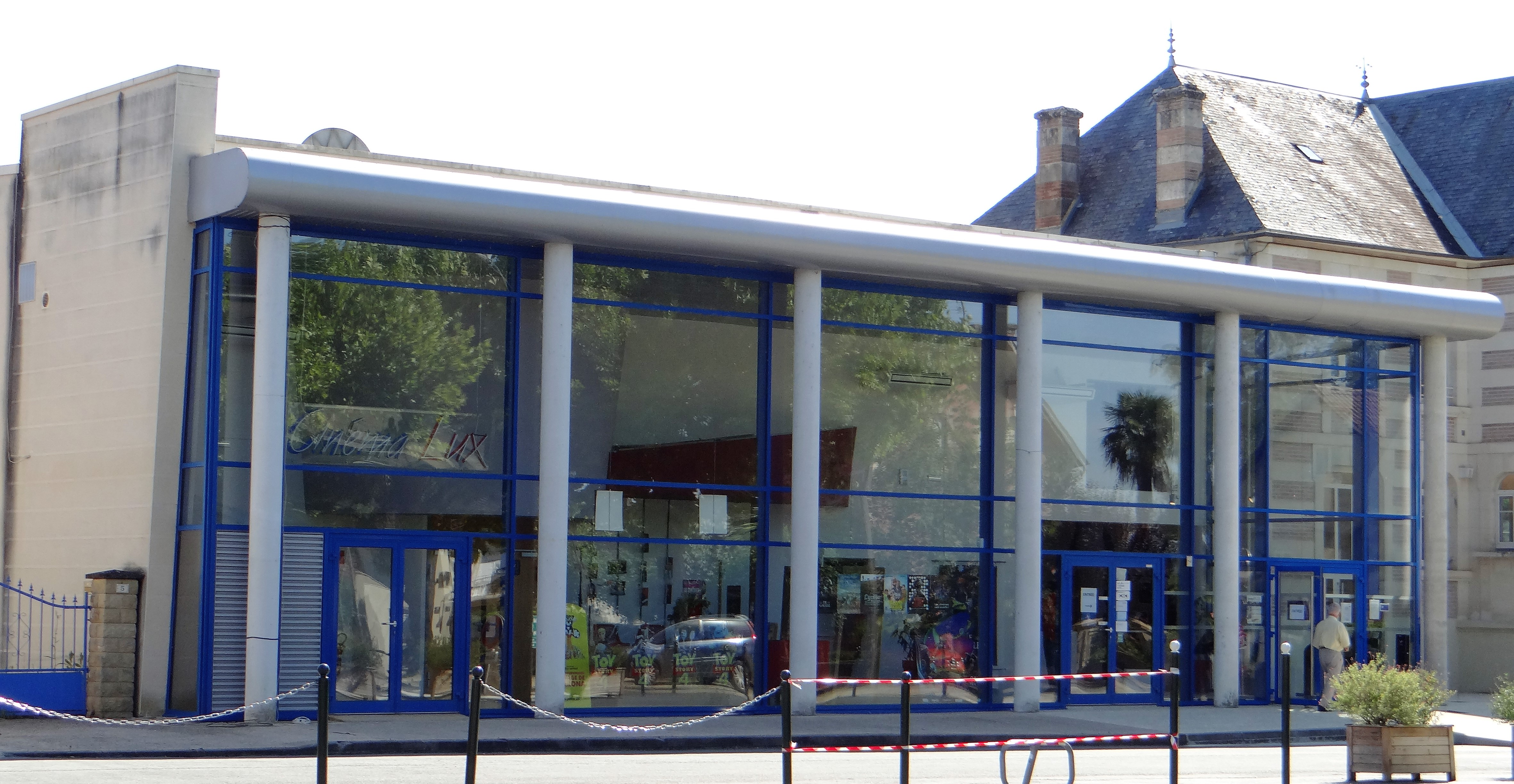
Le cinéma Lux.

#### Patrimoine religieux
- L'abbaye de Cadouin — et son église abbatiale Notre-Dame-de-la-Nativité — ancienne abbaye cistercienne en partie classée (en 1840, 1898 et 1976) et en partie inscrite (en 1927 et 1984) au titre des monuments historiques[82].
- L'église Saint-Barthélémy de Salles, des XIIe et XIVe siècles, est inscrite en 1974 au titre des monuments historiques[83].
- L'église Saint-Pierre-ès-Liens de Cabans, mentionnée en 1143 sous le nom de Sanctus Petrus de Cabans dans le cartulaire de l'abbaye de Cadouin[84],[85],[86], est inscrite en 1970 au titre des monuments historiques[87].
- L'église Saint-Pierre-ès-Liens de Cussac, mentionnée en 1142 sous le nom de Sanctus Petrus de Cutiaco, dépendait de Trémolat[88],[85].
- L'église Notre-Dame-de-l'Assomption de Paleyrac[89].
- L'église Saint-Pierre-ès-Liens du Buisson a été construite, entre 1873 et 1877, dans le style néogothique par l’architecte bordelais Jean-Jacques Valleton (1841-1916). Le clocher a été terminé en 1888[90]. C’est le maître verrier Jean Besseyrias qui a réalisé le projet des vitraux, avec l’accord du curé Purrey de l’époque.

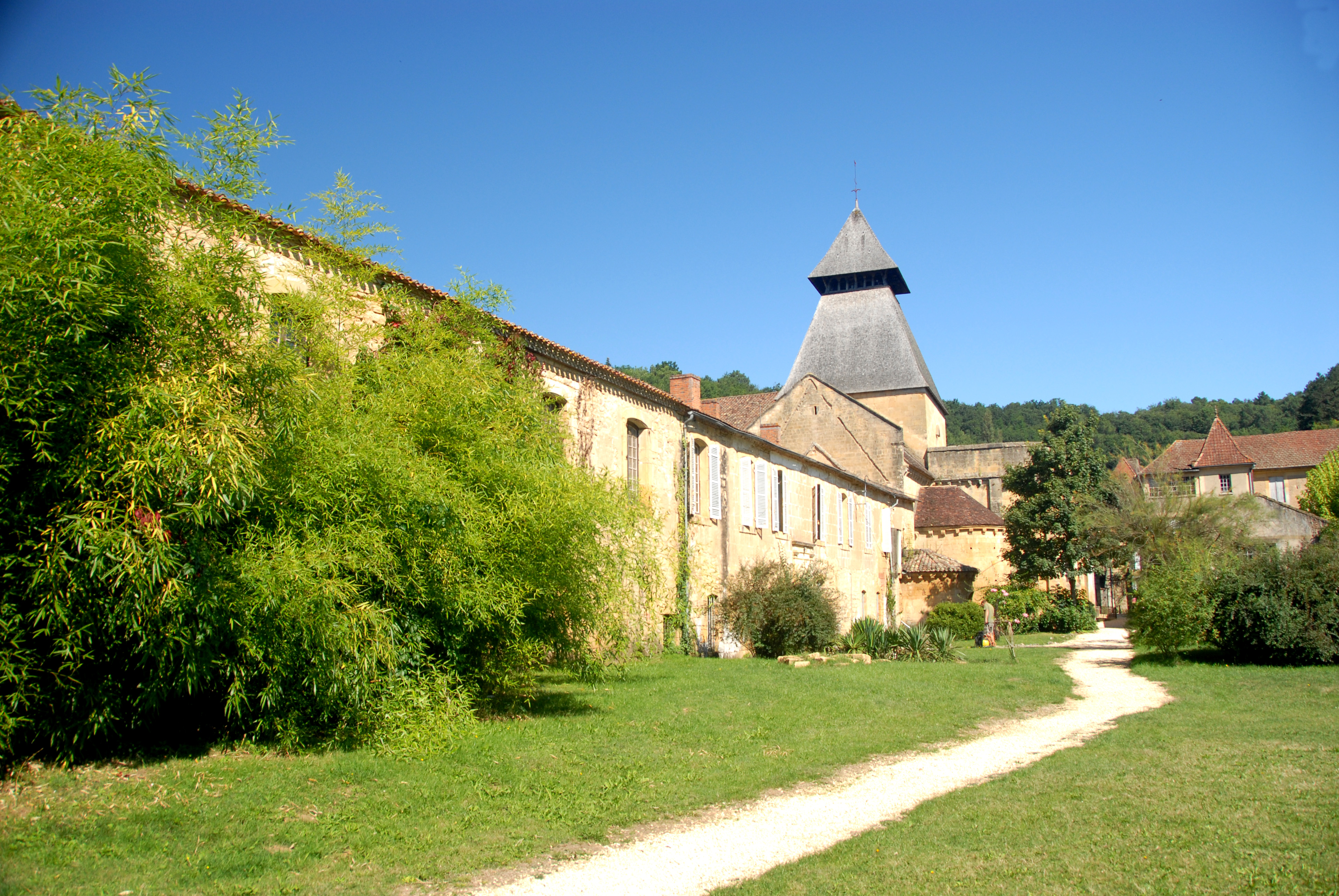
Les bâtiments conventuels de l'abbaye de Cadouin.
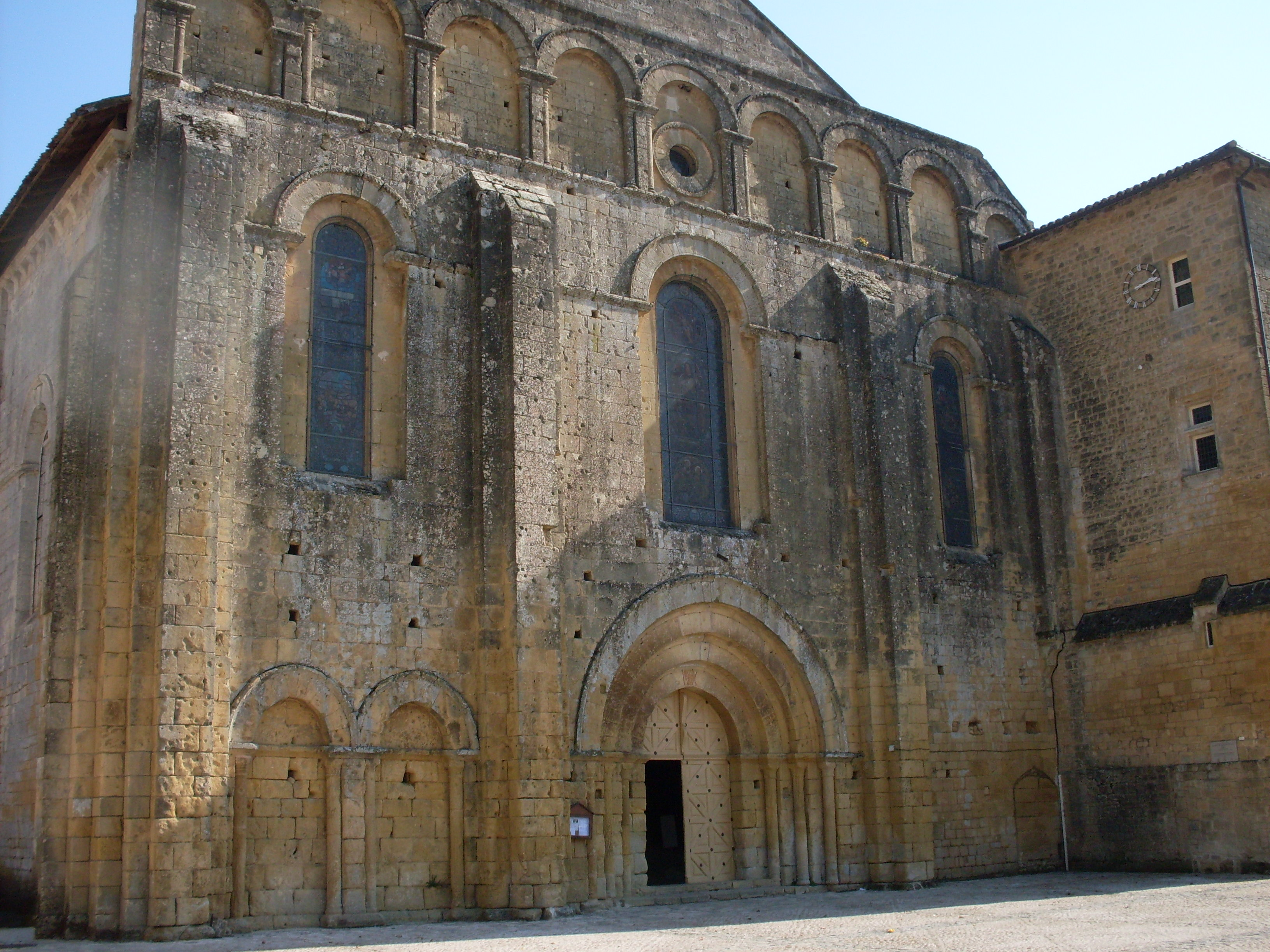
La façade de l'abbatiale Notre-Dame-de-la-Nativité de Cadouin.
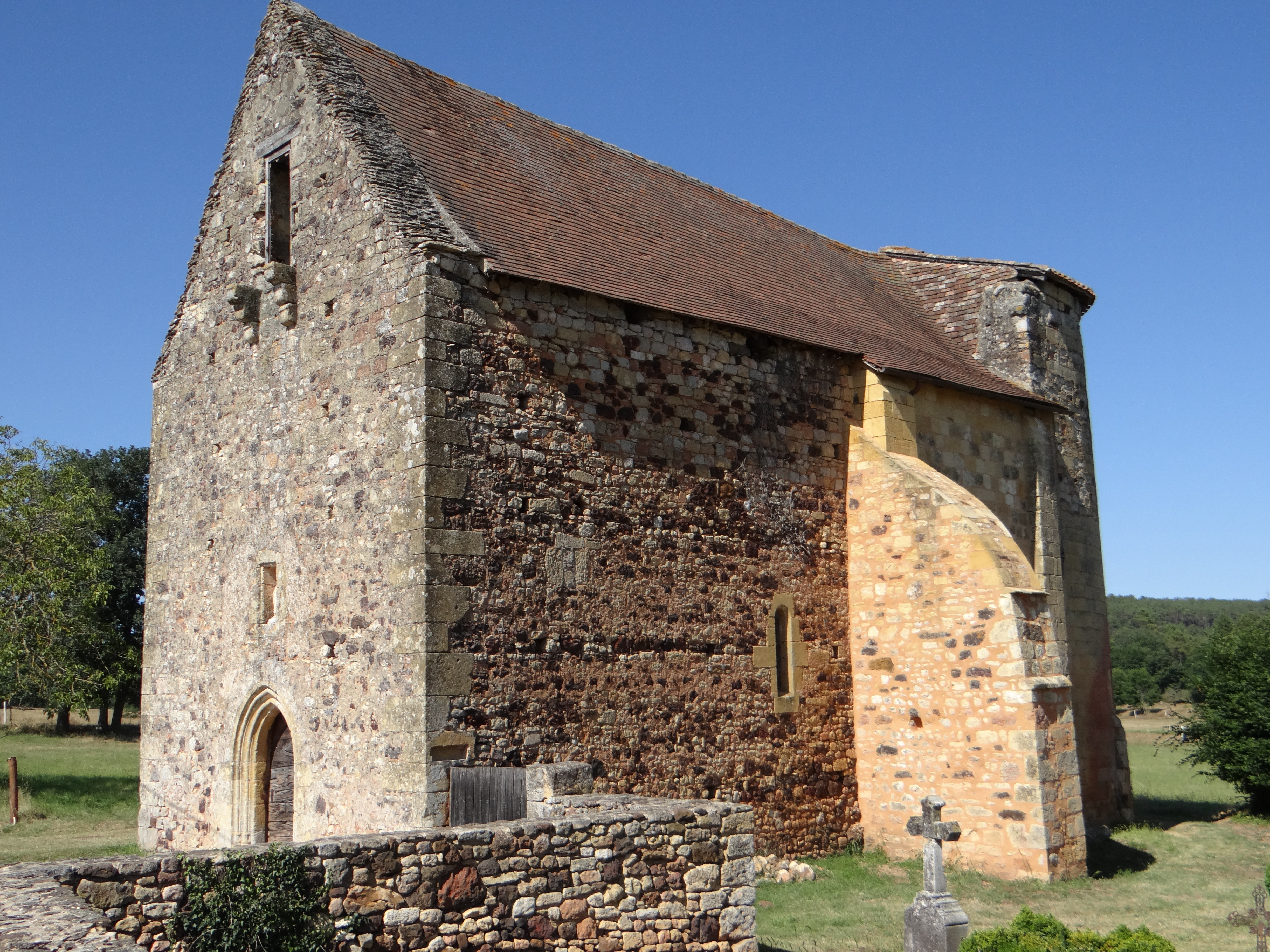
L'église Saint-Barthélémy de Salles.
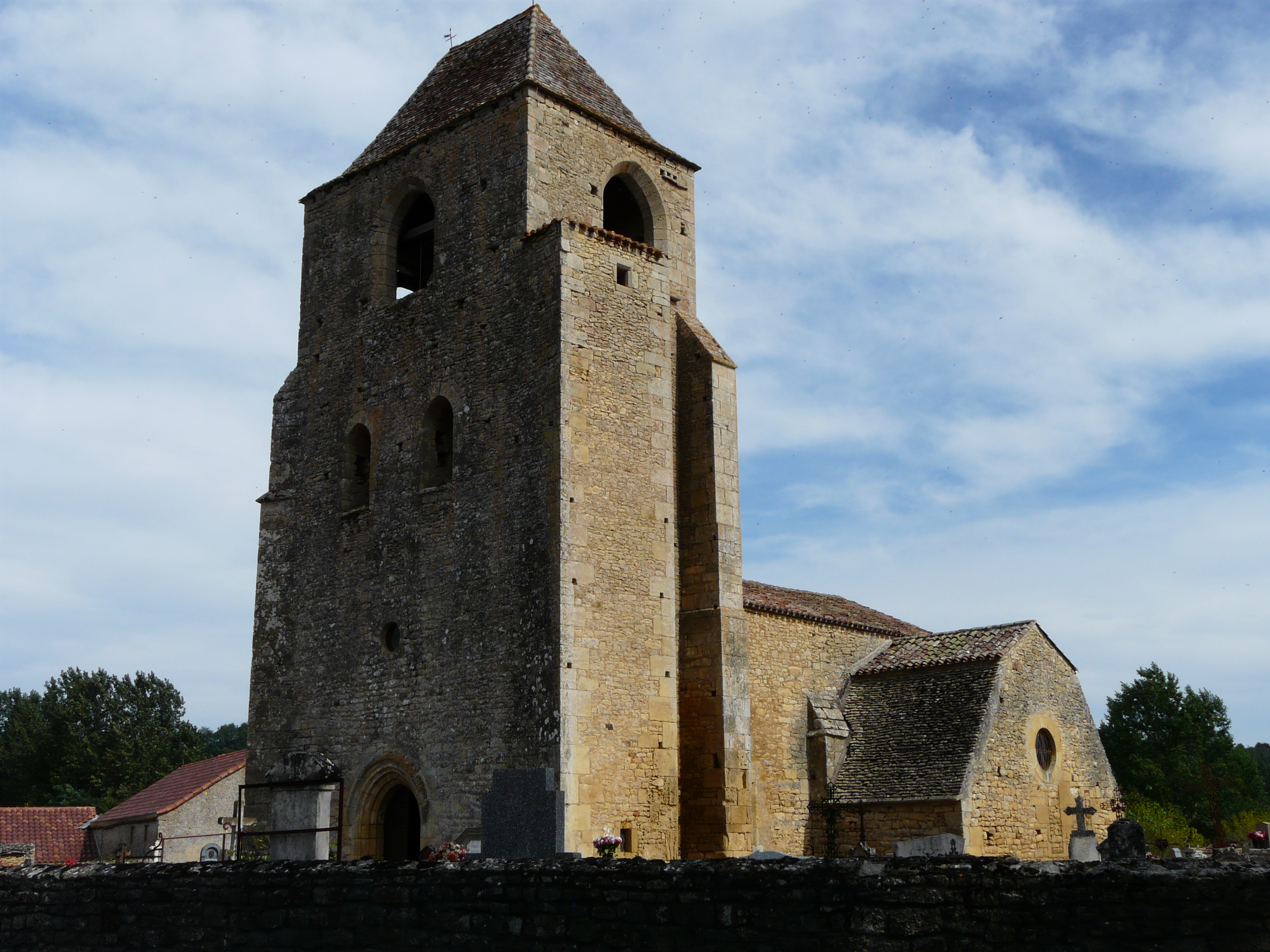
L'église Saint-Pierre-ès-Liens de Cabans.
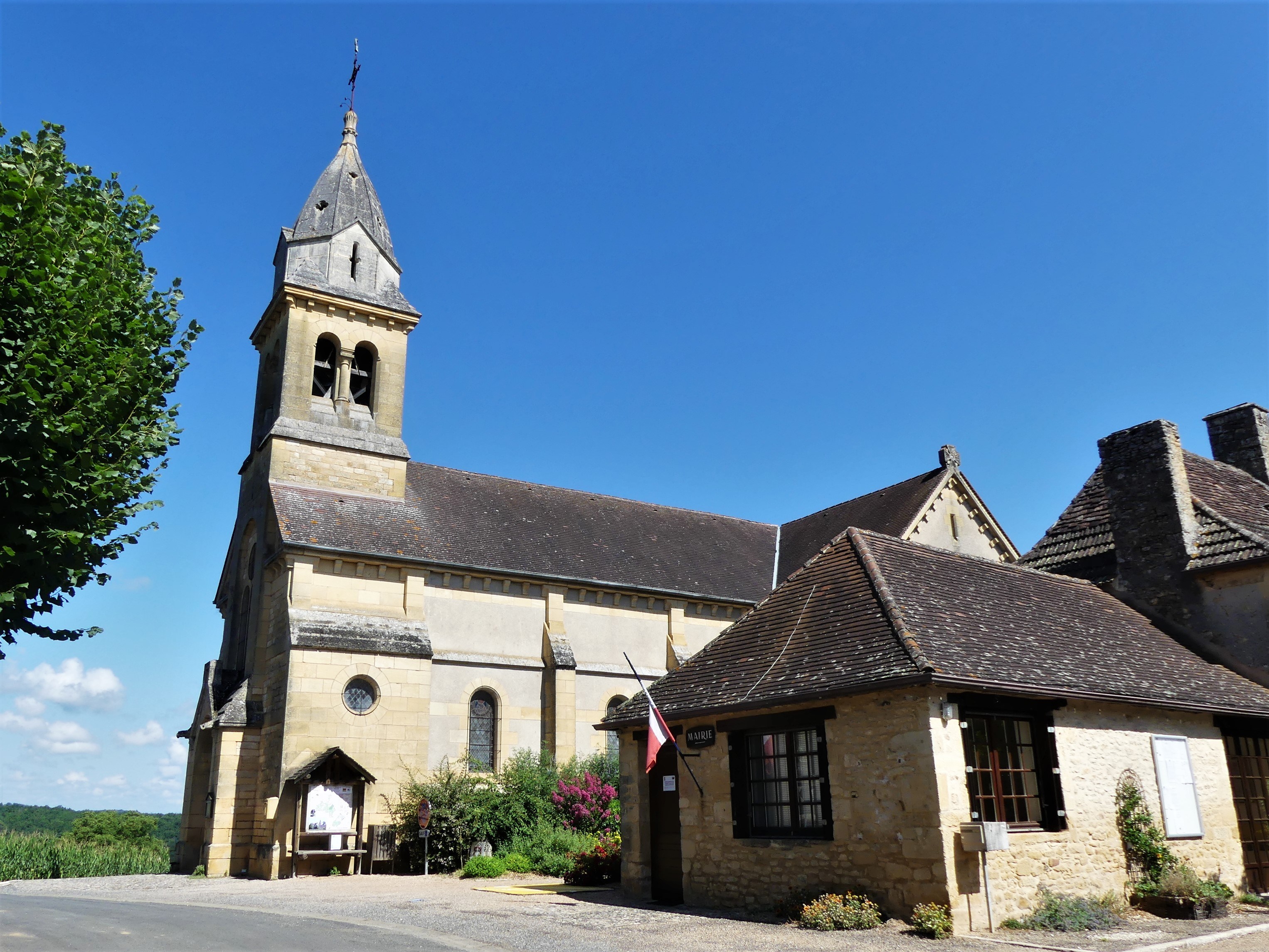
L'église Notre-Dame-de-l'Assomption de Paleyrac.
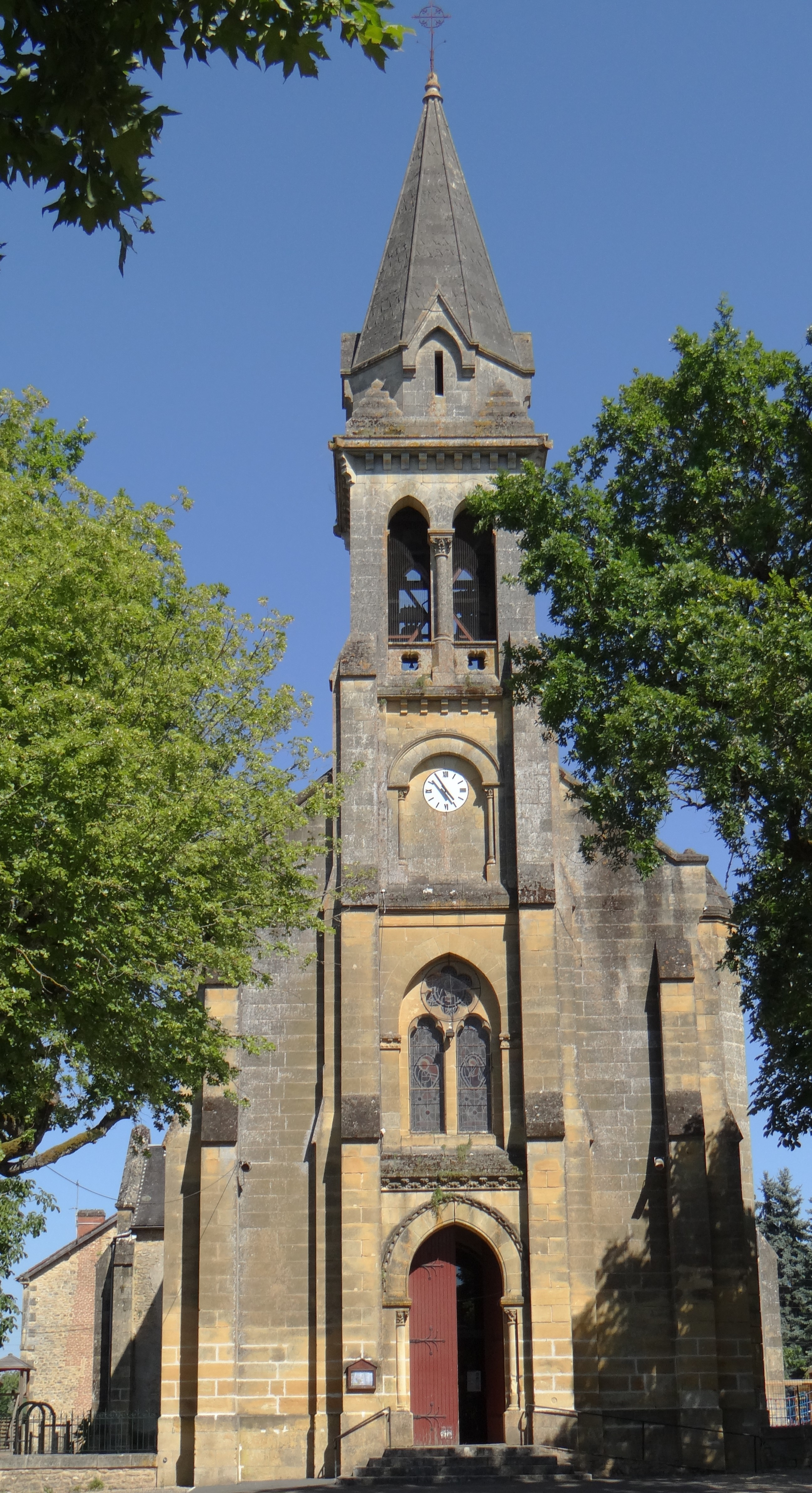
Le clocher de l'église Saint-Pierre-ès-Liens du Buisson.

### Personnalités liées à la commune
- André Boissière (1913-1943), né au Buisson. Résistant, instituteur arrêté devant ses élèves le 18 mai 1943 à Périgueux et fusillé au Mont-Valérien le 2 octobre suivant[91].

- Louis Delluc (1890-1924), écrivain, dramaturge, scénariste, critique de cinéma et réalisateur, est né à Cadouin. Le prix Louis-Delluc, récompense cinématographique, a été nommé en sa mémoire.
- Lucien Dutard (1912-2003), homme politique, est né au Buisson.
- Pierre Miremont (1901-1979) écrivain en langue d'oc, y est né.
- Jeanne Vigier (1901-1992), sénatrice de 1946 à 1948, née et morte au Buisson.

### Héraldique
- Depuis 1989

| Blason de Buisson-de-Cadouin (Le) | Blason  | Écartelé : - aux 1 et 4, d'azur à une roue d'or accompagnée en pointe d'une rivière d'argent, qui est de Le Buisson-Cussac ; - au 2, d'argent au cognassier arraché de sinople, qui est de Cadouin ; - au 3, d'azur à la croix d'argent cantonnée de quatre pals d'or, à la bordure de gueules chargée de dix besants d'or, qui est de Paleyrac. |
| Blason de Buisson-de-Cadouin (Le) | Détails | Les armoiries ont été actualisées à la suite du départ de la commune d'Urval en 1989 Armoiries réalisées pour la mairie par J.R. Bousquet (cf. courrier) |

- De 1974 à 1989

| Blason de Buisson-de-Cadouin (Le) | Blason  | Écartelé : - au 1, d'azur à un aviron d'or posé en barre la pelle vers la pointe, soutenu par une rivière d'argent, qui est de Le Buisson-Cussac ; - au 2, d'argent au cognassier terrassé de sinople fruité d'or, accosté de deux fleurs de lis de même, qui est de Cadouin ; - au 3, d'azur à la croix d'argent cantonnée de quatre pals d'or, à la bordure cousue de gueules chargée de dix besants d'or, qui est de Paleyrac ; - au 4, d'azur à un ours passant d'or sur une terrasse de gueules surmonté d'un croissant d'argent, qui est d'Urval. |
| Blason de Buisson-de-Cadouin (Le) | Détails | Le statut officiel du blason reste à déterminer. |

## Pour approfondir